# Biggi Bardot

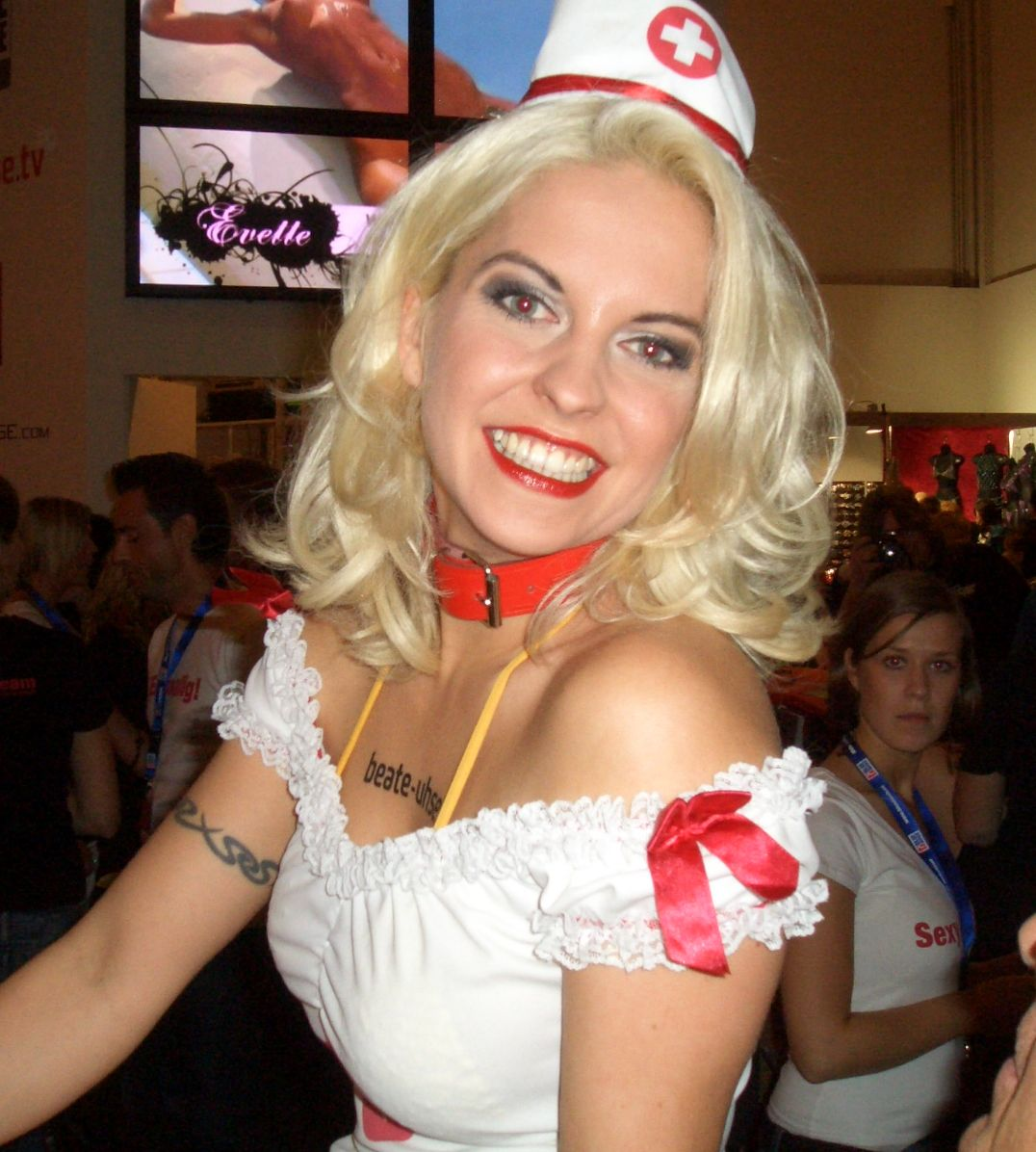
Biggi Bardot auf der Venus Berlin (2008)

Biggi Bardot (* 14. August 1980 in Hamburg-Bergedorf; bürgerlich Birgit Günther) ist ein ehemaliges deutsches Erotikmodel, Moderatorin, Partyschlagersängerin und Unternehmerin. Ihr Künstlername ist angelehnt an Brigitte Bardot.

## Leben
Bardot ist als jüngere von eineiigen Zwillingsschwestern im Stadtteil Nettelnburg in Hamburg aufgewachsen. Sie ging auf eine Gesamtschule, brach diese jedoch in der 10. Klasse ab. Im Anschluss begann sie eine Berufsausbildung zur Friseurin. Aufgrund finanzieller Schwierigkeiten während der Ausbildung begann sie in der Erotikbranche zu arbeiten. Nach zwei Jahren Beziehung heiratete Bardot 2004 einen Türsteher, mit dem sie in Kasseburg lebte, wurde Stiefmutter für dessen Tochter und trennte sich 2017. Im gleichen Jahr wurde der Künstlermanager Wolfgang Frank ihr Partner.

## Karriere
Auf der Suche nach einem Nebenjob antwortete Bardot auf eine Zeitungsannonce und begann sich als Erotikmodel zu betätigen. In der Folge arbeitete sie als Striptease-Tänzerin sowohl vor Webcams als auch in Bars in Hamburg. Da der Übergang zwischen Striptease und Prostitution auf der Reeperbahn in Hamburg ihres Eindrucks nach ziemlich schmal sei, wechselte sie bald zum Fernsehen. Sie begann, für den Sender 9Live in Call-in-Sendungen als Moderatorin zu arbeiten. Seit 2005 moderierte sie im DSF (heute Sport1) das DSF-Sportquiz. 2012 erhielt sie beim Sender Das Vierte eine eigene erotische Call-In-Sendung unter dem Namen The Hotline, die ab Mitte April 2012 in The Fundorado.com Late Night Show umbenannt wurde. Sie spielte außerdem in der erotischen Doku-Soap Gute Mädchen, böse Mädchen mit. Pornographische Produktionen schloss Bardot nach einem Probedreh für sich aus. Im September 2012 war sie als Pet des Monats in der deutschen Ausgabe des Penthouse zu sehen. Sie erhielt im Oktober 2012 den Venus Award für ihr Lebenswerk. 2012 brachte sie als Autorin bei Horgenbooks das Buch Biggi Bardot – Erotic Star heraus. Im Jahr 2018 beendete sie ihre Tätigkeit im Erotikbereich.
Nachdem Bardot bereits 2009 eine Single unter dem Titel Eternal Love bei ZYX Music veröffentlicht hatte, trat sie als Schlagersängerin auf. Im April 2014 veröffentlichte sie ihr erstes Album Heiß & Feucht beim Label Telamo. Die Produktion des Albums übernahm Hermann Niesig, der auch für Michael Wendler produziert. Das Album bestand aus Coverversionen sowie sechs eigenen Titeln und wurde gemeinsam mit einer DVD mit erotischen Clips vertrieben. Ihre Musik wird teilweise dem „Porno-Schlager“ zugeordnet, 2015 absolvierte sie einen Auftritt bei Das Supertalent. In dem Episodenfilm ABCs of Superheroes aus dem Jahr 2015 spielte sie die Rolle des Dirndl Girl.
Auf Mallorca trat Bardot ab 2013 im Bierkönig und ab 2019 auch in Krümels Stadl auf, betrieb dort wegen der coronabedingten Auftrittsbeschränkungen ab 2020 mit ihrem Lebensgefährten einen eigenen Friseursalon und ab 2021 einen Donut-Shop. 2025 verließ das Paar die Insel, auf die es 2018 von Köln gezogen war.

## Diskographie
Album
- 2014: Heiß & Feucht
- 2019: Party Hits

Singles
- 2009: Eternal Love
- 2015: Die Gläser zum Himmel
- 2015: So wie die Nase eines Mannes
- 2015: Gläser zum Himmel (Apres Ski Version)
- 2016: Heute wird gesündigt
- 2016: Wir sind geil (Eyo Eyo)
- 2017: Wir feiern wie noch nie
- 2018: Wir machen laut (Wir machen Remmi Demmi) – Biggi Bardot feat. DJ Matze
- 2018: Wir machen laut (Alpenmix)
- 2019: Mallekinder
- 2019: Der Mond ist meine Sonne
- 2020: Verboten aber geil
- 2021: Nie wieder ohne dich
- 2022: Konfettiregen
- 2023: Te Amo & Tequila
- 2024: Viva la Diva